# Михољско лето (ТВ серија)
Михољско лето је предстојећа српска телевизијска серија из 2024. године. Од 2025. године ће се емитовати на РТС 1., 
,

## Радња
Ова серија је базирана на догодовштинама станара старачког дома, медицинског особља, као и посетилаца дома.
Дa у Дому пензионера није нужно да се заборави на будућност показаће нам они. Генерал, Лелица, Роса, Ева, Тесла, Пилот, Гвозден.... само су неки од питомаца Дома за старије.
Радња је смештена у једну лепу вилу где проводе време и живе људи старији од 65 година, који су се изместили из својих примарних породица. 
Они упркос својим позним годинама, демантују стереотип о њима као људима без будућности. Својим понашањем, начином комуникације, односом према стварности и својим ближњима, они заправо креирају свој свет који је изненађујуће забаван. Понашањем у разним околностима често комедију приближе мелодрами.
Они се шале, заљубљују, сплеткаре, уче стране језике, размишљају о покретању бизниса, наравно без успеха, коментаришу прилике у земљи на себи својствен начин.
Када им дођу у посету, често се њихови унуци питају да ли се њихове баке и деке боље проводе од њих...

## Улоге
| Глумац             | Улога |
| ------------------ | ----- |
| Светозар Цветковић |       |
| Аница Добра        |       |
| Гордана Гаџић      |       |
| Цвијета Месић      |       |
| Славко Штимац      |       |
| Тихомир Станић     |       |
| Младен Нелевић     |       |
| Немања Оливерић    |       |
| Јелена Ступљанин   |       |
| Елизабета Ђоревска |       |
| Маја Манџука       |       |
| Борис Пинговић     |       |
| Бојан Димитријевић |       |
| Балша Поповић      |       |
| Иван Заблаћански   |       |
| Ратко Танкосић     |       |
| Андрија Марковић   |       |